# MiniCommander
MiniCommander — файловый менеджер для мобильных телефонов, поддерживающих технологию J2ME. Работает на большинстве устройств, имеющих открытую файловую систему (JSR-75, Siemens, Motorola, Motorola-E1000, а также на многих моделях Nokia и Sony Ericsson). Поддерживает два языка: Русский и Английский.

## Основные возможности
- Работа с локальными дисками, FTP, Bluetooth через OBEX File Transfer Protocol.
- Работа с ZIP-архивами (создание/изменение).
- Поиск файлов по дискам.
- Поддержка сенсорных экранов.
- Звуковой сигнал об окончании длительных операций.
- Встроенные проигрыватели медиа-форматов (аудио, видео, изображения).
- Поворачиваемые панели.
- Генератор JAD из JAR.
- Встроенный командный интерпретатор BAT-файлов.
- Массовое переименование файлов.
- Большое количество настроек.

## Поддерживаемые типы файлов
- Изображения: JPG, JPEG, GIF, PNG, BMP, WBMP.
- ZIP-архивы : ZIP, JAR, NTH (можно добавить свои).
- Аудио: MP3, MID, MIDI, AAC, WMA, AMR, IMY, BAS, M4A, WAV, WAVE.
- Видео: 3GP, MP4 (можно добавить свои).

## Недостатки
- Текстовый редактор не позволяет редактировать файлы большого размера.
- Не распаковывает из архивов файлы без имени, например, «.htaccess».
- Нет HEX-редактора.
- по FTP не передаются файлы и папки, в названии содержащие кириллицу.
- не поддерживает DOC-файлы.